# Largus succinctus
Largus succinctus är en insektsart som först beskrevs av Carl von Linné 1763.  Largus succinctus ingår i släktet Largus och familjen Largidae. Inga underarter finns listade i Catalogue of Life.